# Zmarli w listopadzie 2016

## Listopad 2016
- 30 listopada
  - Joe Dever – brytyjski pisarz[1]
  - Alice Drummond – amerykańska aktorka[2]
  - Jan Kraska – polski specjalista chemii i technologii barwników, prof. dr hab. inż.[3][4]
  - Rudolf Wedekind – niemiecki polityk i tłumacz, eurodeputowany I i II kadencji[5]
- 29 listopada
  - Henryk Kończykowski – polski inżynier elektryk, żołnierz Armii Krajowej, plutonowy, powstaniec warszawski[6]
  - Marcos Danilo Padilha – brazylijski piłkarz[7]
  - Luis Alberto Monge – kostarykański związkowiec, polityk, prezydent w latach 1982–1986[8]
- 28 listopada
  - Krystyna Babirecka – polska trener jeździectwa[9]
  - Jim Delligatti – amerykański przedsiębiorca, twórca Big Maca[10]
  - Adolfo Horta – kubański bokser[11]
  - Jan Jaskanis – polski archeolog, dyrektor Państwowego Muzeum Archeologicznego w Warszawie[12]
  - Michal Plocek – czeski wioślarz[13]
  - Paweł Sarnecki – polski prawnik, konstytucjonalista, profesor zwyczajny Uniwersytetu Jagiellońskiego[14]
  - Mark Tajmanow – rosyjski pianista, szachista[15]
  - Van Williams – amerykański aktor[16]
  - Keo Woolford – amerykański aktor, producent i reżyser[17]
  - ofiary katastrofy samolotu Avro RJ85 w pobliżu miasta Medellín w Kolumbii[18]:
    - Caio Júnior – brazylijski piłkarz, trener
    - Filipe Machado – brazylijski piłkarz
    - Cléber Santana – brazylijski piłkarz
    - Dener Assunção Braz – brazylijski piłkarz
    - Josimar Rosado da Silva Tavares – brazylijski piłkarz
    - Mateus Caramelo Mateus Lucena dos Santos – brazylijski piłkarz
    - Bruno Rangel Domingues – brazylijski piłkarz
    - Ananias Eloi Castro Monteiro – brazylijski piłkarz
    - Arthur Maia – brazylijski piłkarz
    - Guilherme Gimenez de Souza – brazylijski piłkarz
    - Marcelo Augusto Mathias da Silva – brazylijski piłkarz
    - Lucas Gomes da Silva – brazylijski piłkarz
    - Sergio Manoel Barbosa Santos – brazylijski piłkarz
    - Matheus Bitencourt da Silva – brazylijski piłkarz
    - Willian Thiego de Jesus – brazylijski piłkarz
    - Tiago da Rocha Vieira – brazylijski piłkarz
    - José Gildeixon Clemente de Paiva – brazylijski piłkarz
    - Everton Kempes dos Santos Gonçalves – brazylijski piłkarz
    - Ailton Cesar Junior Alves da Silva – brazylijski piłkarz
    - Mário Sérgio Pontes de Paiva – brazylijski piłkarz, trener i komentator
- 27 listopada
  - Marcin Babko – polski dziennikarz i krytyk muzyczny, animator kultury[19]
  - Bernard Gallagher – angielski aktor[20]
  - Sofokli Koçi – albański rzeźbiarz[21]
  - Werner Krolikowski – niemiecki działacz partyjny, sekretarz KC SED, wicepremier (1976–1988)[22]
  - Jerzy Kwiecień – polski samorządowiec i działacz NSZZ „Solidarność”, burmistrz Drzewicy (1990–1994)[23]
  - Johnny P. – amerykański piosenkarz[24]
  - Adam Socha – polski dziennikarz sportowy[25]
- 26 listopada
  - Alv Gjestvang – norweski łyżwiarz szybki[26]
  - Peter Hintze – niemiecki polityk[27]
  - Peter Hans Kolvenbach – holenderski duchowny katolicki, jezuita[28]
  - David Provan – szkocki piłkarz[29]
  - Jacek Tomeczek – polski fotoreporter[30]
  - Fritz Weaver – amerykański aktor[31]
- 25 listopada
  - Fidel Castro – kubański rewolucjonista, polityk i adwokat, przewodniczący Rady Państwa Republiki Kuby[32]
  - Ron Glass – amerykański aktor[33]
  - David Hamilton – brytyjski fotograf[34]
  - Iwan Mikojan – radziecki i rosyjski konstruktor lotniczy[35]
  - Russell Oberlin – amerykański śpiewak operowy[36][37]
  - Margaret Rhodes – brytyjska arystokratka, członkini rodziny królewskiej, kuzynka Elżbiety II[38]
- 24 listopada
  - Colonel Abrams – amerykański muzyk, wokalista, kompozytor, tancerz i aktor[39]
  - Florence Henderson – amerykańska aktorka i piosenkarka[40]
  - Hieronim (Močević) – serbski biskup prawosławny[41]
  - Luis Miquilena – wenezuelski polityk[42]
  - Pauline Oliveros – amerykańska akordeonistka i kompozytorka[43]
  - Witold Srzednicki – polski dziennikarz, pracownik Rozgłośni Polskiej Radia Wolna Europa[44]
- 23 listopada
  - Ralph Branca – amerykański baseballista[45]
  - Peggy Kirk Bell – amerykańska golfistka[46]
  - Włodzimierz Mańko – polski publicysta i działacz podziemia niepodległościowego w czasie II wojny światowej[47]
  - Maria Matey-Tyrowicz – polska specjalistka prawa pracy, prof. dr hab.[48][49]
  - Piotr Poźniak – polski muzykolog, prof. dr hab.[50]
  - Bohdan Rymaszewski – polski architekt i historyk, specjalizujący się w historii i teorii konserwacji zabytków[51]
  - Andrew Sachs – brytyjski aktor[52]
  - Peter Sumner – australijski aktor[53]
  - Sławomira Zarod – polska działaczka podziemia niepodległościowego w czasie II wojny światowej, dama orderów[54]
- 22 listopada
  - Jerzy Drupka – polski zawodnik i trener łucznictwa[55]
  - Lesław Dudek – polski specjalista nauk wojskowych, generał brygady WP[56]
  - Teresa Głąbówna – polska skrzypaczka, profesor zwyczajny Akademii Muzycznej w Krakowie[57]
  - Ryszard Gniazdowski – polski specjalista w dziedzinie otolaryngologii, alergologii i organizacji ochrony zdrowia, profesor Collegium Medicum UMK[58][59]
  - Mathew Vattackuzhy – indyjski biskup katolicki[60]
  - Szymon Wieczorek – polski funkcjonariusz Straży Granicznej, generał brygady SG[61]
- 21 listopada
  - Adam Grzech – polski informatyk, prof. dr hab. inż.[62][63]
  - Izabella Kozłowska – polska aktorka niezawodowa[64]
  - Theresa Manuel – amerykańska lekkoatletka[65]
  - Jean-Claude Risset – francuski kompozytor muzyki elektronicznej[66]
  - Hassan Sadpara – pakistański himalaista[67]
  - Maximilian Ziegelbauer – niemiecki duchowny katolicki, biskup[68]
  - Michał Żarnecki – polski operator dźwięku[69]
- 20 listopada
  - Gabriel Badilla – kostarykański piłkarz[70]
  - Jacek Fuglewicz – polski radiowiec i działacz samorządowy[71][72]
  - Krzysztof Hołyński – polski dziennikarz, komentator i spiker sportowy[73]
  - Eugenia Konicka – polska wykładowczyni akademicka, dama orderów[74]
  - Konstandinos Stefanopulos – grecki prawnik, prezydent Grecji w latach 1995–2005[75]
  - William Trevor – irlandzki powieściopisarz[76]
  - Tomasz Wiszniewski – polski reżyser filmowy i teatralny[77]
- 19 listopada
  - Krystyna Berwińska – polska pisarka, autorka sztuk i adaptacji scenicznych oraz tłumaczka literatury[78]
  - Erwin Hecht – niemiecki duchowny katolicki, biskup[79]
  - Józef Mayer – polski chemik, rektor Politechniki Łódzkiej[80]
  - Heribert Sasse – austriacki aktor[81]
  - Paul Sylbert – amerykański scenograf nagrodzony Oscarem[82]
  - Krzysztof Wędzony – polski neurobiolog i neuropsychofarmakolog, prof. dr hab., dyrektor Instytutu Farmakologii PAN[83][84][85]
- 18 listopada
  - Zbigniew Białkiewicz – polski architekt, profesor zwyczajny UTP[86][87]
  - Benedykt Cader – polski działacz państwowy, generał brygady[88]
  - Denton Cooley – amerykański kardiochirurg[89]
  - Jerzy Bogdan Cynk – polski publicysta lotniczy[90]
  - Sharon Jones – amerykańska piosenkarka soul[91]
  - Kervin Piñerua – wenezuelski siatkarz[92]
  - Ryszard Szafirski – polski alpinista[93]
  - Armando Tobar – chilijski piłkarz[94]
  - Stanisław Trebunia-Tutka – polski zawodnik i trener narciarski, działacz sportowy[95]
- 17 listopada
  - Zenon Czechowski – polski kolarz[96]
  - Pnina Grynszpan-Frymer – polsko-żydowska działaczka ruchu oporu w czasie II wojny światowej, uczestniczka powstania w getcie warszawskim[97]
  - Walery Masewicz – polski prawnik, prof. dr hab.[98][99]
  - Edward Serednicki – polski działacz kajakarski[100]
- 16 listopada
  - Len Allchurch – walijski piłkarz[101]
  - Mieczysław Dobkowski – polski Sprawiedliwy wśród Narodów Świata[102]
  - Janusz Kaźmierski – polski nauczyciel i publicysta, kawaler orderów[103]
  - Melvin Laird – amerykański pisarz, polityk[104]
  - Alicja Maciejowska – polska dziennikarka radiowa, reportażystka[105][106]
  - Daniel Prodan – rumuński piłkarz[107]
  - Stanisław Serkowski – polski specjalista inżynierii materiałowej, prof. dr hab. inż.[108][109][110]
  - Bolesław Siemiątkowski – polski działacz podziemia niepodległościowego w czasie II wojny światowej, kawaler Virtuti Militari[111]
  - Alex Stewart – jamajski bokser[112]
  - Stanisław Szpunar – polski informatyk, więzień niemieckich obozów koncentracyjnych[113]
  - Mentor Williams – amerykański piosenkarz[114]
- 15 listopada
  - Mose Allison – amerykański pianista i piosenkarz jazzowy[115]
  - Sixto Durán Ballén – ekwadorski polityk, prezydent w latach 1992–1996[116]
  - Bobby Campbell – północnoirlandzki piłkarz[117]
  - Hans Joachim Czub – niemiecki prawnik, sędzia Federalnego Trybunału Sprawiedliwości[118]
  - Jules Eskin – amerykański wiolonczelista, muzyk Bostońskiej Orkiestry Symfonicznej[119]
  - Zdzisław Gogolewski – polski lekarz, honorowy obywatel Sulmierzyc[120]
  - Lisa Masters – amerykańska aktorka[121]
  - Milt Okun – amerykański piosenkarz, aranżer i producent muzyczny[122]
  - Avigdor Poseqa – izraelski historyk sztuki pochodzenia polskiego[123]
  - Pyon Yong-rip – północnokoreański polityk, członek Politbiura KC Partii Pracy Korei[124]
- 14 listopada
  - Holly Dunn – amerykańska piosenkarka country[125]
  - Bob Gain – amerykański futbolista[126]
  - Gwen Ifill – amerykańska dziennikarka, prezenterka telewizyjna i autorka[127]
  - David Mancuso – amerykański DJ[128]
  - James McNeish – nowozelandzki pisarz[129]
  - Jan Michalski – polski chemik, specjalista z zakresu chemii i stereochemii związków fosforoorganicznych[130]
  - Gardnar Mulloy – amerykański tenisista[131]
  - Wiesław Radomski – polski siatkarz, trener i działacz siatkarski[132]
  - Janet Wright – kanadyjska aktorka[133]
- 13 listopada
  - Tomasz Biliński – profesor nauk biologicznych, wykładowca Uniwersytetu Rzeszowskiego i Akademii Rolniczej w Lublinie[134]
  - Enzo Maiorca – włoski nurek[135]
  - Leon Russell – amerykański muzyk country[136]
  - Aloysius Zichem – surinamski biskup katolicki[137]
- 12 listopada
  - Tom Neyman – amerykański aktor[138]
  - Paweł Skura – polski realizator dźwięku i producent muzyczny[139]
  - Lupita Tovar – meksykańska aktorka[140]
  - Paul Vergès – francuski i reunioński polityk[141]
- 11 listopada
  - Ilse Aichinger – austriacka poetka[142]
  - Maciej Bednarkiewicz – polski adwokat, poseł na Sejm PRL X kadencji[143]
  - Željko Čajkovski – chorwacki piłkarz[144]
  - Jan Decyk – polski duchowny katolicki, teolog, liturgista[145]
  - Perico Fernandez – hiszpański bokser, mistrz świata[146]
  - Bahri Myftari – albański pisarz i publicysta[147]
  - Marek Pięta – polski piłkarz i działacz piłkarski[148]
  - Aki Schmidt – niemiecki piłkarz i trener[149]
  - Ray Singleton – amerykańska wokalistka, producentka i autorka tekstów piosenek[150]
  - Robert Vaughn – amerykański aktor[151]
- 10 listopada
  - Jerzy Cnota – polski aktor[152]
  - Jan Kisza – polski specjalista chemii i technologii mleczarstwa, prof. zw. dr hab.[153][154]
  - Jan Motyl – polski zawodnik i trener zapasów[155]
  - Francisco Nieva – hiszpański pisarz, dramaturg[156]
  - Theodore F. Twardzik – amerykański przedsiębiorca[157]
- 9 listopada
  - Gerd Alberti – niemiecki zoolog, ekolog i systematyk[158]
  - Greg Ballard – amerykański koszykarz[159]
  - Tadeusz Barszczak – polski specjalista chemii rolniczej, prof. zw. dr hab.[160][161]
  - Jack Bodell – brytyjski bokser[162]
  - Al Caiola – amerykański gitarzysta[163]
  - Kazimír Gajdoš – słowacki piłkarz[164]
  - Stanisław Reperowicz – polski dziennikarz, redaktor i publicysta, pułkownik WP[165]
  - Irfan Shahîd – palestyński i amerykański historyk, bizantynolog[166]
- 8 listopada
  - Raoul Coutard – francuski operator filmowy[167]
  - Ambroży (Szczurow) – rosyjski biskup prawosławny[168]
  - Umberto Veronesi – włoski lekarz, onkolog, minister zdrowia[169]
- 7 listopada
  - Zenon Buchholz – polski zawodnik i trener kajakarski[170]
  - Leonard Cohen – kanadyjski poeta, pisarz i piosenkarz[171]
  - Artur Geisler – polski kajakarz, medalista mistrzostw Polski[172]
  - Anna Jungowska-Jarosz – polska specjalistka radiodiagnostyki, dr hab. n. med.[173][174]
  - Jadwiga Leśniewicz – polska montażystka filmów dokumentalnych i fabularnych[175]
  - Jan Lisiewicz – polski piłkarz i trener[176]
  - Marcin Roman Olejnik – polski franciszkanin, matematyk, logik i publicysta[177]
  - Janet Reno – amerykańska prawnik, polityk, prokurator generalna[178]
  - Andrzej Witold Szwarc – polski prawnik, specjalista w zakresie kryminalistyki i kryminologii, profesor nauk prawnych[179]
  - Jimmy Young – angielski prezenter radiowy i piosenkarz[180]
  - Janusz Żełobowski – polski śpiewak operetkowy[181]
- 6 listopada
  - Zoltán Kocsis – węgierski pianista, kompozytor i dyrygent[182]
  - Redovino Rizzardo – brazylijski duchowny katolicki, biskup[183]
  - Bolesław Szafirski – polski matematyk, profesor zwyczajny Uniwersytetu Jagiellońskiego[184]
  - Zenon Świtaj – polski działacz partyjny i państwowy, wicewojewoda białostocki[185]
- 5 listopada
  - John Carson – brytyjski aktor[186]
  - Stanisław Salamonik – polski meteorolog[187]
  - Rodolfo Stavenhagen – meksykański socjolog[188]
  - Marek Svatoš – słowacki hokeista[189]
- 4 listopada
  - Władysław Bielski – polski scenograf filmowy i telewizyjny[190]
  - Ignacy Gloza – polski hydroakustyk, profesor nadzwyczajny Akademii Marynarki Wojennej im. Bohaterów Westerplatte[191][192]
  - Eddie Harsch – kanadyjski klawiszowiec i basista rockowy[193]
  - Edward Olszewski – polski historyk, profesor zwyczajny UMCS[194][195]
  - Jean-Jacques Perrey – francuski twórca muzyki elektronicznej[196]
  - Janusz Stefański – polski perkusista jazzowy, kompozytor, pedagog[197]
  - Charles Stein, amerykański statystyk (ur. 1920)[198]
- 3 listopada
  - Clive Derby-Lewis – południowoafrykański parlamentarzysta[199]
  - Tadeusz Górski – polski dziennikarz sportowy[200]
  - Kay Starr – amerykańska piosenkarka[201]
  - Tadeusz Szczepański – polski trener lekkiej atletyki[202]
- 2 listopada
  - Max Alexander – amerykański aktor[203]
  - Bob Cranshaw – amerykański basista jazzowy[204]
  - Anna Hozakowska – polska działaczka podziemia niepodległościowego w czasie II wojny światowej, dama orderów[205]
  - Stanisław Kluk – polski pilot szybowcowy i samolotowy, modelarz[206]
  - Lech Kozioł – polski adwokat, senator I kadencji[207]
  - Martin Lippens – belgijski piłkarz[208]
  - Oleg Popow – rosyjski artysta cyrkowy, Ludowy Artysta ZSRR[209]
  - Jean-Marie Trappeniers – belgijski piłkarz[210]
- 1 listopada
  - Sverre Andersen – norweski piłkarz[211]
  - Russell Denoon Duncan – brytyjski prawnik[212]
  - Edward Forski – polski organista, honorowy obywatel miasta Strzegomia[213]
  - Bap Kennedy – irlandzki piosenkarz[214]
  - Krystian Muskała – polski piłkarz i trener[215]
  - John Orsino – amerykański baseballista[216]
  - Pocho La Pantera – argentyński piosenkarz[217]